# ザ・ベネチアン・マカオ
ザ・ベネチアン・マカオ（The Venetian Macao、澳門威尼斯人渡假村酒店）は、中華人民共和国のマカオにある統合型リゾート（IR）である。

## 概要
2007年7月に完成。ラスベガス・サンズが2番目に建設したホテルである。イタリアのベネチアをモデルに設計され、また、コンサートやバスケットボールなどが利用するコタイ・アリーナや、75000m2の面積を持つ展示会場「コタイ・エキスポ」を擁する。2008年8月29日から、エンターテインメント集団シルク・ドゥ・ソレイユによる同ホテルのみで行われる『ZAIA（ザイア）』が常設公演されていたが、2012年2月19日をもって終了している。

## 今後
シェルドン・アデルソンは、ベネチアン・マカオを今後、コタイ・ストリップと呼ばれる集中リゾート開発に乗り出すと発表した。

## コンサート
2007年夏の完成以降、有名アーティストによるコンサートが行われている。
- ブラック・アイド・ピーズ（2007年10月27日）
- ビヨンセ（2007年11月3日）
- プッシーキャット・ドールズ（2007年12月31日）
- ポリス（2008年2月7日）
- セリーヌ・ディオン（2008年3月15日）
- アヴリル・ラヴィーン（2008年9月26日）
- クリス・ブラウン（2008年11月14日）
- 周華健（2008年12月24日）
- 容祖兒（2009年3月7日）
- ジャーニー（2009年3月20日）
- ピ（2009年6月27日）
- フォール・アウト・ボーイ（2009年7月19日）
- 陶喆（2009年8月8日）
- レディー・ガガ（2009年8月15日）
- リンキン・パーク（2009年8月16日）
- 飛輪海（2009年9月19日）
- F.I.R.（2009年11月7日）
- 謝安琪（2009年12月5日）
- 張恵妹（2009年12月16日）
- ワン・リーホン（2010年1月10日）
- 蕭亜軒（2010年1月23日）
- 伍佰と陳昇（2010年4月10日）
- ケリー・クラークソン（2010年5月8日）
- イーキン・チェン（2010年6月5日）

## イベント
- テニス「フェデラーvsサンプラス」（2007年11月24日）
- ミスコンテスト「ミス・インターナショナル世界大会2008」（2009年11月8日）
- アダルトグッズ見本市「アジア成人博覧会」（2008年12月4日-7日）
- 格闘技「THE CHALLENGER“挑戦者”」（K-1の下位大会）（2009年5月30日）
- ミスコンテスト「ミス・マカオ2009」（2009年10月17日）
- モーターショー「オート・エクストラヴァガンツァ2009」（2009年10月2日-4日）
- テニス「サンプラス&アガシ&ライアン・ハリソン&ユキ・バンブリ」（2009年10月25日）
- トランプタワー世界記録挑戦（2010年1月26日制作開始、2010年03月10日記録達成）[1]
- ボクシング「フィスト・オブ・ゴールド(黄金の一撃)」鄒市明VSエレアサル・バレンスエラ（2013年4月6日）
- ボクシング「クラッシュ・イン・コタイ」マニー・パッキャオVSブランドン・リオス（2013年11月23日）
- モノポリー世界選手権(2015年9月7日-9月9日)